# Апопка (Флорида)
Апопка (англ. Apopka) — місто (англ. city) в США, в окрузі Орандж штату Флорида. Населення — 54 873 особи (2020).

## Географія
Апопка розташована за координатами 28°42′14″ пн. ш. 81°31′52″ зх. д. / 28.70389° пн. ш. 81.53111° зх. д. (28.703753, -81.530973).  За даними Бюро перепису населення США в 2010 році місто мало площу 84,43 км², з яких 80,92 км² — суходіл та 3,51 км² — водойми.

### Клімат
| Клімат : Апопка         | Клімат : Апопка | Клімат : Апопка | Клімат : Апопка | Клімат : Апопка | Клімат : Апопка | Клімат : Апопка | Клімат : Апопка | Клімат : Апопка | Клімат : Апопка | Клімат : Апопка | Клімат : Апопка | Клімат : Апопка | Клімат : Апопка |
| Показник                | Січ.            | Лют.            | Бер.            | Квіт.           | Трав.           | Черв.           | Лип.            | Серп.           | Вер.            | Жовт.           | Лист.           | Груд.           | Рік             |
| Абсолютний максимум, °C | 30,0            | 31,1            | 33,3            | 35,6            | 36,7            | 37,8            | 36,7            | 37,2            | 36,1            | 35,6            | 32,8            | 30,6            | 37,8            |
| Середній максимум, °C   | 21,2            | 22,3            | 25,8            | 28,6            | 31,4            | 32,7            | 33,3            | 33,4            | 32,1            | 29,3            | 24,9            | 22,2            | 28,1            |
| Середній мінімум, °C    | 5,4             | 6,8             | 10,0            | 12,7            | 16,9            | 20,9            | 22,1            | 22,4            | 20,8            | 16,1            | 10,6            | 7,4             | 14,3            |
| Абсолютний мінімум, °C  | −8,9            | −7,2            | −3,3            | −1,1            | 7,2             | 13,9            | 18,3            | 17,2            | 12,2            | 0,0             | −2,2            | −9,4            | −9,4            |
| Норма опадів, мм        | 64              | 65              | 76              | 77              | 102             | 202             | 182             | 212             | 121             | 71              | 37              | 69              | 1278            |
| Днів з дощем            | 7,2             | 6,9             | 6,9             | 5,1             | 7,8             | 16,0            | 16,5            | 17,8            | 11,9            | 7,3             | 4,5             | 7,0             | 114,9           |
| ----------------------- | --------------- | --------------- | --------------- | --------------- | --------------- | --------------- | --------------- | --------------- | --------------- | --------------- | --------------- | --------------- | --------------- |
| Джерело: NOAA           |                 |                 |                 |                 |                 |                 |                 |                 |                 |                 |                 |                 |                 |

## Демографія
Згідно з переписом 2010 року, у місті мешкали 41 542 особи в 14 360 домогосподарствах у складі 10 983 родин. Густота населення становила 492 особи/км².  Було 15707 помешкань (186/км²).
Расовий склад населення:
| - 64,3 % — білих - 20,7 % — чорних або афроамериканців - 3,2 % — азіатів - 0,3 % — корінних американців - 0,1 % — вихідців з тихоокеанських островів - 8,2 % — осіб інших рас |

До двох чи більше рас належало 3,3 %. Частка іспаномовних становила 25,4 % від усіх жителів.
За віковим діапазоном населення розподілялося таким чином: 27,4 % — особи молодші 18 років, 62,6 % — особи у віці 18—64 років, 10,0 % — особи у віці 65 років та старші. Медіана віку мешканця становила 35,4 року. На 100 осіб жіночої статі у місті припадало 94,2 чоловіків;  на 100 жінок у віці від 18 років та старших — 91,6 чоловіків також старших 18 років.
Середній дохід на одне домашнє господарство  становив 75 551 долар США (медіана — 58 885), а середній дохід на одну сім'ю — 79 747 доларів (медіана — 63 660). Медіана доходів становила 45 594 долари для чоловіків та 37 280 доларів для жінок. За межею бідності перебувало 14,6 % осіб, у тому числі 24,1 % дітей у віці до 18 років та 9,9 % осіб у віці 65 років та старших.
Цивільне працевлаштоване населення становило 22 171 особа. Основні галузі зайнятості: освіта, охорона здоров'я та соціальна допомога — 23,2 %, роздрібна торгівля — 14,3 %, науковці, спеціалісти, менеджери — 13,0 %.